# Élections législatives israéliennes de 2003
Les élections législatives israéliennes de 2003 se sont tenues de manière anticipée le 28 janvier 2003, et ont désigné la 16e Knesset.

## Déroulement de la campagne
Les listes de plusieurs partis sont des combinaisons négociées entre plusieurs partis ou factions pour obtenir des résultats électoraux plus importants et dépasser le seuil de 1,5 % des votes nécessaire pour chaque liste être représentée au parlement. Cela crée des listes aux idéologies peu uniformes.

## Résultats
- Partis de droite :
  - Likoud, parti du premier ministre Ariel Sharon, 38 sièges (+19)
  - Yisrael Ba'aliyah, russophones, deux sièges (-2)
  - Ihud Leumi (Union nationale), extrême droite nationaliste, sept sièges (inchangé)
- Partis religieux :
  - Shas, religieux orthodoxes séfarades, 11 sièges (-6)
  - Mafdal, Parti national religieux, six sièges (+1)
  - Judaïsme unifié de la Torah, cinq sièges (inchangé)
- Partis de gauche :
  - Parti travailliste, 19 sièges (-6)
  - Shinouï (« Changement »), parti laïque libéral, 15 sièges (+9)
  - Meretz, gauche pacifiste, six sièges (-4)
  - Hadash-Ta'al, communiste arabe, trois sièges (inchangé)
  - Balad, gauche arabe, trois sièges (+1)
  - Am Ehad (« Un peuple »), émanation du syndicat Histadrout, trois sièges (+1)(a fusionné avec le Parti travailliste après les élections)
- Autres
  - Liste arabe unie, nationalistes et conservateurs musulmans, deux sièges (-3)

## Analyses
Ces élections ont été un franc succès pour le Premier ministre Ariel Sharon, alors que les travaillistes, qui avaient accompli un tournant à gauche avec Amram Mitzna, connaissent une chute historique. Le Shinouï, ennemi du Shass, fait une percée spectaculaire.
Pour former un gouvernement de droite, le premier ministre n'aura aucun problème, car le camp « national » dispose d'une confortable majorité d'au moins 69 sièges. Mais s'il souhaite un gouvernement d'« union nationale » comme en février 2001, il aura beaucoup plus de difficulté.
Ces élections ont mis en évidence ou ont confirmé des changements dans les fondamentaux de la population israélienne :
- intégration de l'immigration en provenance de la Russie,
- importance croissante de la minorité arabe (20 % de la population et 15 % du corps électoral),
- opposition entre le dynamisme économique et social de Tel-Aviv et le conservatisme de Jérusalem,
- perte de l'audience des grandes formations politiques, minées par les affaires de corruption.

Elles ont aussi eu lieu dans un contexte économique, politique et social, très difficile. 
- violence et terrorisme incessants,
- recul du PNB, -1,5 % en 2002 et -0,5 % en 2001,
- baisse de 50 % des revenus du tourisme,
- chômage à 10 %, malgré la « soupape invisible » que constituent les travailleurs frontaliers palestiniens,
- augmentation du nombre et de la proportion des plus démunis,
- inflation de 7 % qui ronge le revenu des travailleurs,
- le shekel ne cesse de reculer par rapport au dollar,
- politique de forts taux d'intérêt, imposée par la guerre, et qui bloque toute reprise.

## Composition de la16eKnesset

### 2005

#### Droite
- Likoud : 40 sièges
- Shinouï (laïc conservateur) : 14 sièges
- Shas (Séfarade Religieux) : 11 sièges
- Union nationale (Ihud Leumi) : 7 sièges
- Parti national religieux (Parti National Religieux) : 4 sièges
- Agoudat Israel (Orthodoxe Hassidic) : 3 sièges
- Degel HaTorah (Orthodoxe Ashkénaze) : 2 sièges
- Nouveau sionisme national religieux : 2 sièges

#### Gauche
- Parti travailliste israélien (Avoda) : 21 sièges
- Yachad (social-démocrate) : 6 sièges
- Balad : 3 sièges
- Hadash-Ta'al (communisme arabe) : 3 sièges
- Liste arabe unie : 2 sièges
- Noy : 1 siège
- TsaLaSH : 1 siège